# Гикиш, Антон
Антон Гикиш (псевдонимы А. Горник (словац. А. Horník), Аги (словац. Ahy), Петер Арношт (словац. Peter Arnošť); 23 февраля 1932[…], Банска-Штьявница — 17 июля 2024, Братислава) — словацкий прозаик, драматург, автор книг для детей и юношества.

## Биография
Родился в семье чиновника, образование получил в городах Банска-Штьявница, Пуканец, Левице и Братислава (где в 1951—1956 годах учился в Братиславской высшей школе экономики). В 1956—1958 годах работал в научно-исследовательском институте, в 1958 году участвовал в строительстве железной дороги, в 1958—1962 годах работал на предприятии «Садоводство и организация досуга» (Братислава). В 1962—1969 годах был литературным редактором на Чехословацком радио, в 1969—1974 годах работал в Центральной библиотеке Словацкой Академии наук. В 1987 году стал редактором, а позже директором издательства «Молодые лета», в 1990—1992 годах был депутатом Народного Собрания Словакии от Христианско-демократической партии, в 1993 году служил послом в Канаде.
Умер 17 июля 2024 года в Братиславе в возрасте 92 лет.

### Награды
В январе 1998 года Президент Словацкой Республики удостоил Антона Гикиша государственной награды «Крест Прибины I степени».

## Творчество
Будучи представителем так называемого Поколения-56, дебютировал с романом Шаг в неизвестность (1959), который вскоре по идеологическим соображениям был запрещён и вновь вышел только четыре года спустя. Последующими книгами — Сон приходит на вокзал (1961), Я встретил тебя (1963), Надя (1964) — автор откликнулся на жизненные ситуации и этические взгляды своих современников, однако критики оценили только роман Площадь в Меринге (1965), в котором автор — в том числе на основе собственных юношеских переживаний, связанных с попыткой незаконного выезда из страны в 1949 году — попытался показать судьбы своего поколения. Роман отчасти является автобиографической историей жизни молодого инженера, впервые оказавшегося на Западе при попытке ещё будучи студентом безуспешно вырваться в свободный мир, даже зная, что его поступок не останется без последствий. В 1970—1980 годы Антон Гишик издаёт прозаические произведения Отношения (1978), Мечта (1980), Атомное лето (1988), а также книгу научно-фантастических рассказов Хорошо спрятанный мозг (1979), внимание читателей однако больше привлёк двухтомный роман Время чемпионов (1977), действие которого происходит в городе Банска-Штьявница на рубеже XV—XVI веков. Это произведение благодаря содержащемуся в нём намёку на крайнюю необходимость творческой свободы как основного условия существования человека, а также благодаря убедительной художественной канве стало одним из наиболее читаемых исторических романов в Словакии. Своё неслучайное признание как создателя исторической прозы автор ещё раз подтвердил романом Любите королеву (1984). В произведении показана жизнь на территории Словакии в эпоху правления венгерской королевы Марии Терезии, сцены из жизни королевского двора, библиотек и мастерских сочетаются со сценами на полях сражений. В романе показана судьба словацкой интеллигенции той эпохи, а также судьба основных представителей истории Европы (Вольтера, Гайдна, Моцарта).
Свой интерес к современным техническим разработкам автор использовал в научной книге Руль до небес (1975) и в книге «Будущее уже сейчас» (1987), где он непосредственно обращается к юному читателю. Для детей младшего школьного возраста Антон Гикиш написал книгу Дружище Чипко (1989), в которой в форме авторской сказки, то есть фантастики и вымысла, преподнёс научные сведения из области электроники. Часть критиков восприняла книгу как попытку соединить авторскую сказку с жанром научно-художественной прозы (например, Э.Тучна), другая часть критиков жанровую находчивость автора назвала формальной механической попыткой скрестить беллетристику и научно-технические знания, находящиеся в противоречии с методами современной документальной литературы (М.Юрчо).
Антон Гикиш являлся также автором репортажей о Канаде и Китае. В 1968 году он издал путевое эссе "Канада — это вовсе не «канада» (написано после возвращения с проходившей в Монреале Всемирной выставки Экспо-67).

## Работы

### Произведения для взрослых
- 1961 — Сон приходит на вокзал / Sen vchádza do stanice, новелла
- 1963 — Шаг в неизвестность / Krok do neznáma, дебютный роман (написан и издан в 1959 году, однако сразу после издания был запрещён)
- 1963 — Я встретил тебя / Stretol som ťa, рассказ
- 1964 — Надя / Naďa, новелла
- 1965 — Площадь в Меринге / Námestie v Mähringu, роман
- 1971 — И нигде не найти покоя, или Убийство на курорте / A nikde nenaješ klid neboli Vražda v lázních, детектив (выпущен только на чешском языке)
- 1977 — Время чемпионов / Čas majstrov, двухтомный исторический роман
- 1978 — Отношения / Vzťahy, новелла
- 1979 — Хорошо спрятанный мозг / Dobre utajený mozog, сборник научно-фантастических рассказов и новелл
- 1980 — Мечта / Túžba, новелла
- 1984 — Любите королеву / Milujte kráľovnú, исторический роман
- 1988 — Атомное лето / Atómové leto, роман — беллетризация злободневных фактов
- 1990 — Охрана секретов / Obrana tajomstiev, сборник фантазийной прозы
- 1999 — Мария Терезия
- 2006 — Тринадцатый час. Время чемпионов (переиздание) / Trinásta hodina. Čas majstrov (reedícia)
- 2006 — Один в чужих городах / Sám v cudzích mestách
- 2007 — Вспомни царя / Spomeň si na cára
- 2009 — Наслаждения прошлых лет / Rozkoše dávnych čias, роман о XX веке с автобиографическими элементами

### Произведения для детей
- 1987 — Будущее уже сегодня, фактографическая книга
- 1989 — Дружище Чипко, авторская сказка на основе научно-популярной литературы

### Эссе
- 2001 — Давайте не будем бояться мира
- 2003 — Что я об этом думаю

### Документальная проза
- 1968 — Канада — это вовсе не «канада», книга репортажей о путешествиях
- 1975 — Руль до небес, фактографическая книга об автомобильных гонках и знаменитых гонщиках
- 1990 — Отпуск в Пекине, путевые заметки
- 2004 — Как пахнет политика. Воспоминания и заметки о 1990—1992 годах

### Другие произведения
- 1965 — Для меня не играет блюз (Pre mňa nehrá blues), сценарий к фильму, по мотивам романа «Шаг в неизвестность»
- 1966 — Разлом, радиопостановка
- 1969 — Зачатие, радиопостановка
- 1988 — Такие странные разговоры, радиопостановка